# 貝里烏鄉
45°47′N 23°11′E / 45.783°N 23.183°E
貝里烏鄉（羅馬尼亞語：Comuna Beriu, Hunedoara），是羅馬尼亞的鄉份，位於該國西部，由胡內多阿拉縣負責管轄，面積185平方公里，海拔高度325米，2007年人口3,196，人口密度每平方公里17人。